# Buckner (Misuri)
Buckner es una ciudad ubicada en el condado de Jackson en el estado estadounidense de Misuri. En el Censo de 2010 tenía una población de 3076 habitantes y una densidad poblacional de 663,86 personas por km².

## Geografía
Buckner se encuentra ubicada en las coordenadas 39°7′57″N 94°11′49″O / 39.13250, -94.19694. Según la Oficina del Censo de los Estados Unidos, Buckner tiene una superficie total de 4.63 km², de la cual 4.63 km² corresponden a tierra firme y (0.17%) 0.01 km² es agua.

## Demografía
Según el censo de 2010, había 3076 personas residiendo en Buckner. La densidad de población era de 663,86 hab./km². De los 3076 habitantes, Buckner estaba compuesto por el 95.58% blancos, el 0.36% eran afroamericanos, el 0.39% eran amerindios, el 0.1% eran asiáticos, el 0.2% eran isleños del Pacífico, el 1.17% eran de otras razas y el 2.21% pertenecían a dos o más razas. Del total de la población el 3.38% eran hispanos o latinos de cualquier raza.